# Révolte d'Abushiri
Batailles
Bagamoyo, Nzole

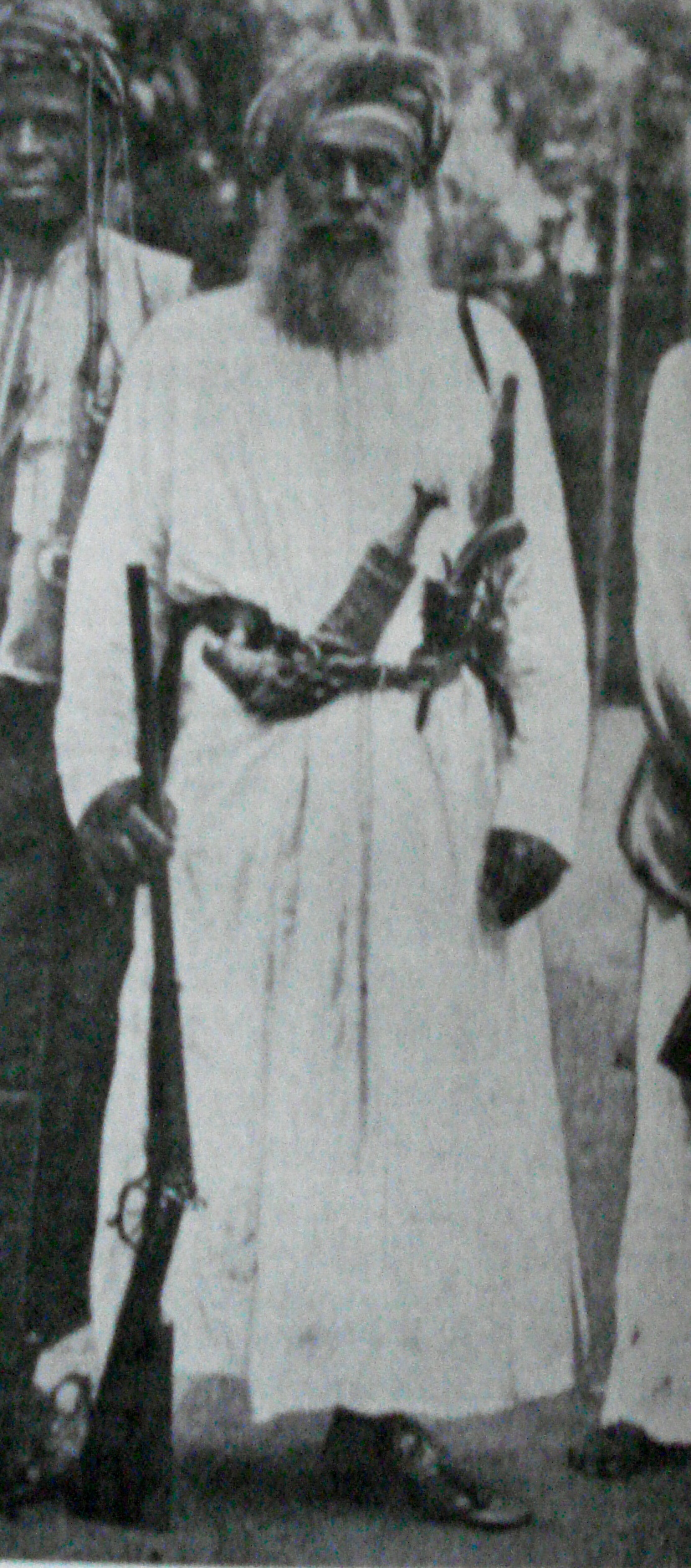

La révolte d'Abushiri est une insurrection des populations arabes de la côte est-africaine en 1888-1890 contre l’administration coloniale allemande. La Grande-Bretagne s’allia à l’Allemagne pour exercer un blocus de la côte et mater la révolte.
Le chef des insurgés, Abushiri ibn Salim al-Harthi, bénéficiait du soutien tant des Arabes que des autochtones. La révolte débuta sous la forme d’une résistance contre la prise de la région par l’Allemagne.
Si le mouvement essuya une défaite, la révolte mit fin, par un accord formel signé le 20 novembre 1890, à la régie de la Compagnie de l'Afrique orientale allemande sur la colonie (son rôle se limitant désormais à celui d'exploitant de plantations et de société commerciale), qui fut ensuite directement administrée par le gouvernement allemand au sein de l'Afrique orientale allemande.